# Новая Деревня (Великоустюгский район)
Новая Деревня — деревня в Великоустюгском районе Вологодской области.
Входит в состав городского поселения Красавино, с точки зрения административно-территориального деления — в Красавинский сельсовет.
Расположена при федеральной автодороге А123. Расстояние до районного центра Великого Устюга по ней — 25 км, до центра муниципального образования Красавино по прямой — 1,4 км. Ближайшие населённые пункты — Красавино, Бухинино, Коробовское, Подгорье.
По переписи 2002 года население — 28 человек (11 мужчин, 17 женщин). Всё население — русские.